# Villa Choisy (Biel)

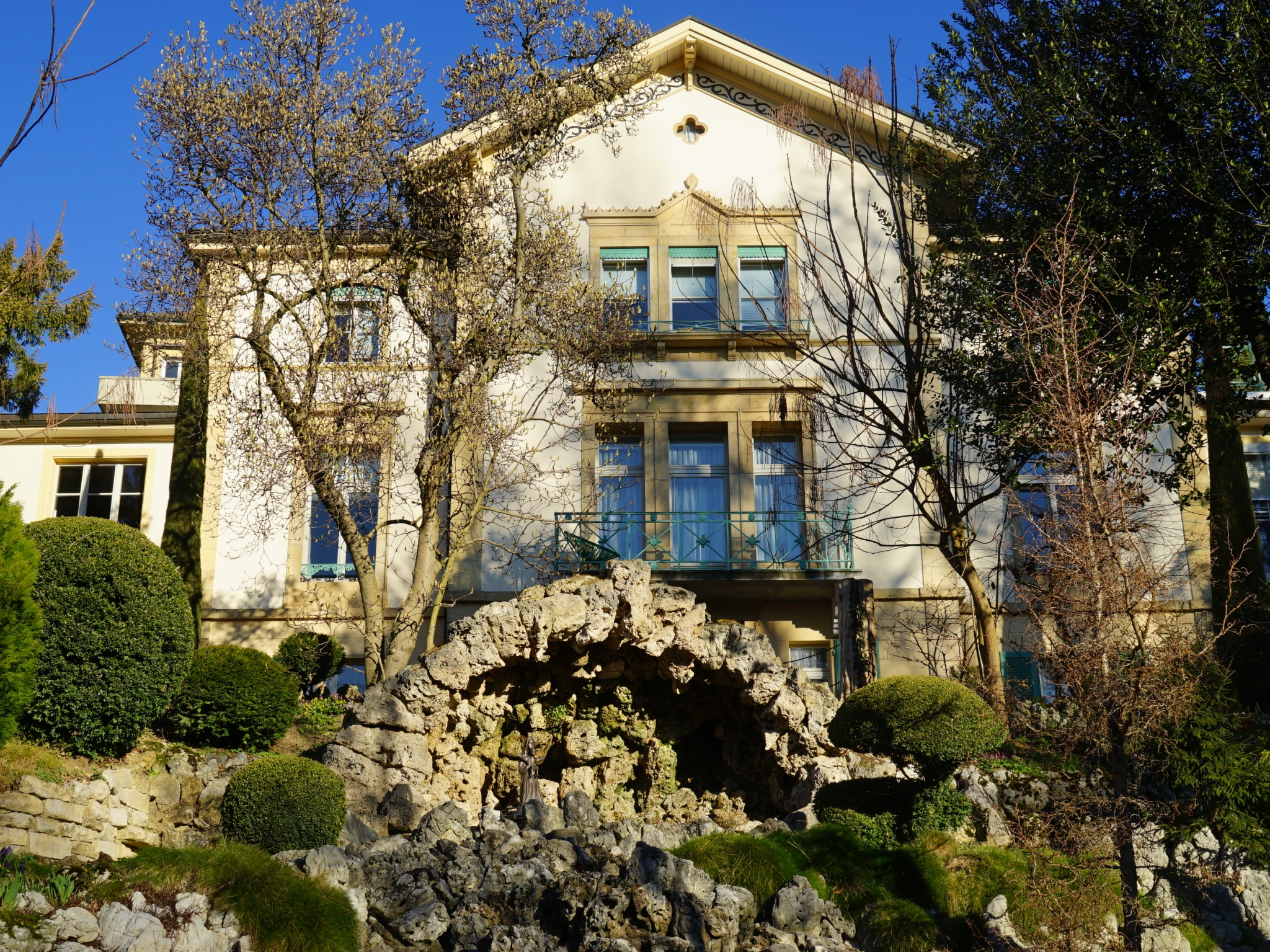
Ansicht von Süden, 2022

Die Villa Choisy in Biel (französisch Bienne) im Kanton Bern in der Schweiz wurde 1858 vollendet. Die Villa im Stil des Spätklassizismus steht als «sehr qualitätvolles» Gebäude unter Denkmalschutz.

## Lage
Das Bauwerk liegt in Hanglage an der «Juravorstadt 41–43» im Quartier Neustadt Nord (Nouvelle ville nord) östlich der historischen Altstadt. Im Westen liegt die 1861 erbaute «Villa Favorita», im Osten die 1929 vollendete römisch-katholische Pfarrkirche St. Maria. Der ehemalige Nutzgarten im Norden der Villa reichte bis an die Schützengasse hinauf.

## Geschichte
Bauherr war der Berner Grossrat Gottfried Scholl. Er liess die Villa 1857/1858 in den Rebbergen östlich der Stadt erbauen. Dazu musste eine eigene Wasserversorgung mit Sodbrunnen, Überlauf und Zisterne angelegt werden. Die benachbarte, erste katholische Kirche wurde von 1867 bis 1870 errichtet. Später wurde die Villa Sitz der Verwaltung der «römisch-katholischen Kirchgemeinde Biel und Umgebung» (Paroisse catholique romaine de Bienne et environs). Ihr Zufahrtsweg wurde als Zufahrt für die Kirche verbreitert. Der verwilderte historische Garten wurde bis 2013 aufwendig und detailgenau restauriert.
Das Haus wurde 2003 als «schützenswert» in das «Bauinventar» der Denkmalpflege des Kantons Bern rechtswirksam aufgenommen und mit der Remise durch einen Vertrag vom 21. Dezember 2011 geschützt. Kulturgüter-Objekte der «Kategorie C» wurden (Stand: Mai 2022) noch nicht veröffentlicht.

## Beschreibung
Das Gebäude ist ein Putzbau mit zwei Geschossen und einem Mezzaningeschoss. Es ist «annähernd achsenymmetrisch komponiert» und leicht gestaffelt. Der Kernbau trägt ein Walmdach mit Quergiebel. Der nördliche Risalit mit dem Treppenhaus hat ein Schleppdach. Die eingeschossigen Seitenflügel mit Dachterrassen wurden vermutlich später angefügt. Die Fassaden sind durch Ecklisenen, Bänderung im Erdgeschoss und Gesimse gegliedert. Das Dachgesims zeigt Zahnschnitt. Der Risalit der Südseite ist besonders reich gestaltet. Die Fenster im obersten Geschoss und die Türen zum Balkon sind dreifach gekoppelt. Ihre Einfassungen sind sorgfältig gearbeitet. Den Abschluss bildet ein «hübscher» Giebelfries. Rahmen und Gliederung sind grösstenteils in Hauterive-Kalkstein ausgeführt.

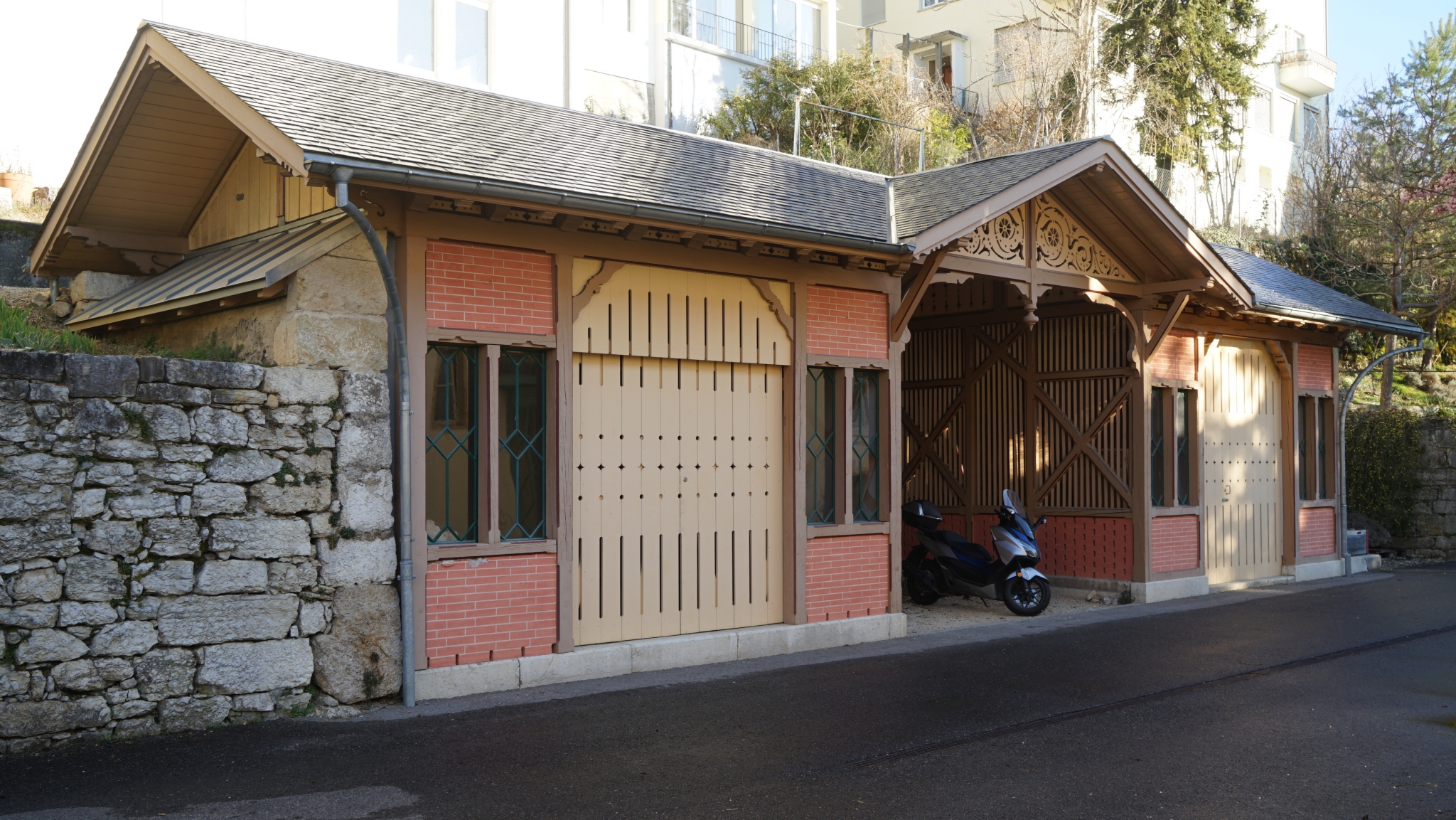
Ansicht der Remise, 2022

Die Remise (Nr. 43) steht an der Hangseite nördlich des Hauses. Ihre Holzkonstruktion trägt ein Satteldach mit Quergiebel. Das Giebelfeld zeigt Schnitzwerk.
Der Park mit altem Baumbestand wurde bei der Errichtung der Villa angelegt. Mit vielen Fuhrwerken Karststeinen aus dem Jura wurde der steile Hang befestigt und eine Tuffsteingrotte mit Wasserfall angelegt. Bei der Restaurierung legte man die teils überdeckten Steine und zugewachsene Sichtachsen wieder frei. Der Park wurde mit südalpinen Pflanzen gestaltet, erhielt jedoch auch exotische Gewächse, wie eine japanische Föhre, eine Araukarie aus Chile und eine Libanon-Zeder, da diese Bäume im 19. Jahrhundert in die Schweiz importiert wurden. In das Staudenbeet nördlich der Remise wurden Küchen- und Arzneikräuter gesetzt.

## Belege
1. 1 2 3 4 5  Denkmalpflege des Kantons Bern: Biel/Bienne, Juravorstadt 41. (PDF; 194 kB) In: Bauinventar des Kantons Bern. Kanton Bern, abgerufen am 1. April 2022.
2. 1 2 3 4  Niklaus Baschung: Der Garten ist die Seele des Hauses. In: kathbern.ch. 31. Mai 2013; abgerufen am 1. April 2022.
3. ↑  Denkmalpflege des Kantons Bern: Biel/Bienne, Juravorstadt 43. (PDF; 190 kB) In: Bauinventar des Kantons Bern. Kanton Bern, abgerufen am 1. April 2022 (Remise der Villa Choisy).

Koordinaten: 47° 8′ 40,5″ N, 7° 14′ 56,7″ O; CH1903: 585623 / 221528